# The Garden of Words
The Garden of Words (言の葉の庭, Koto no ha no niwa) est un moyen métrage d'animation japonais réalisé, écrit et monté par Makoto Shinkai, sorti en 2013. Il est animé par CoMix Wave Films et distribué par Toho. Il met en scène Miyu Irino et Kana Hanazawa, et comporte une musique de Daisuke Kashiwa au lieu de Tenmon, qui avait composé la musique de nombreux films précédents de Shinkai. La composition originale, Rain, a été écrite et interprétée à l'origine par Senri Oe en 1988, mais le film a présenté une nouvelle version chantée par Motohiro Hata. Le film a fait l'objet d'un manga, avec des illustrations de Midori Motohashi, puis d'un roman de Shinkai, tous deux sortis la même année que le film.
Le film se concentre sur Takao Akizuki, un jeune étudiant de 15 ans, et Yukari Yukino, une mystérieuse femme de 27 ans qu'il ne cesse de rencontrer au jardin de Shinjuku Gyoen les matins pluvieux. Alors que Takao sèche son cours du matin pour concevoir des chaussures, Yukari évite de travailler en raison de problèmes personnels dans sa vie professionnelle. Yukari ne dit rien à Takao sur elle, y compris son nom, tandis que Takao s'ouvre à elle, partageant sa passion pour les chaussures en proposant de lui en fabriquer une paire. Lorsque Takao apprend l'identité de Yukari, les émotions sont à leur comble car tous deux apprennent qu'ils se sont mutuellement appris "à marcher". Shinkai a écrit l'histoire comme un conte de "tristesse solitaire", basé sur la signification du mot japonais traditionnel pour "amour", et utilise les chaussures comme une métaphore de la vie. Les motifs de l'histoire incluent la pluie, la poésie Man'yōshū et le jardin japonais. La différence d'âge entre les deux personnages principaux et leurs traits de caractère démontrent à quel point les gens mûrissent de manière maladroite et décousue, où même les adultes ne se sentent parfois pas plus mûrs que les adolescents, selon Shinkai.
The Garden of Words a été présenté en avant-première au Gold Coast Film Festival en Australie le 28 avril 2013. Il est sorti au Japon le 31 mai 2013. Pour la première japonaise, le film a été projeté avec un court-métrage d'animation intitulé Dareka no Manazashi (だれかのまなざし, lit. Le regard de quelqu’un), également réalisé par Shinkai. The Garden of Words a eu un calendrier de sortie inhabituel puisqu'il est sorti en numérique sur iTunes le même jour que la première en salle au Japon. De plus, les DVD et Blu-ray sont sortis alors que le film était encore en salle, le 21 juin. Le film a été bien accueilli dans les salles de cinéma pendant une longue période et a été présenté dans de nombreux événements cinématographiques locaux et internationaux. Il s'est bien classé sur l'iTunes Store au cours de l'année 2013 et a été sélectionné comme la meilleure animation de l'année dans le Best of 2013 d'iTunes. Il a remporté le Kobe Theatrical Film Award 2013 et des prix au Fantasia International Film Festival et au Festival du film d'animation de Stuttgart. Les critiques en ligne ont été généralement favorables, avec un éloge universel de l'art, bien que les opinions soient mitigées concernant la longueur de l'histoire, l'intrigue et le point culminant émotionnel.

## Synopsis
The Garden of Words s’ouvre au début de la saison des pluies à Tokyo avec Takao Akizuki (秋月 孝雄, Akizuki Takao), un élève de 15 ans, aspirant à devenir cordonnier. Il a choisi de sécher son premier cours et de dessiner des modèles de chaussures dans le jardin de Shinjuku Gyoen. Il y rencontre Yukari Yukino (雪野 百香里, Yukino Yukari), une jeune femme de 27 ans qui sèche le travail. Yukari lui fait ses adieux avec un tanka (une forme de poésie japonaise), laissant Takao perplexe quant à son origine et sa signification. Les deux continuent à se croiser et à se fréquenter dans le parc les matins de pluie, mais ne se présentent jamais formellement.
Takao décide de fabriquer une paire de chaussures à la taille de Yukari. À la fin de la saison des pluies, il cesse de fréquenter le parc et se concentre sur son travail. Pour éviter toute nouvelle confrontation, Yukari choisit d'éviter son travail et de se retirer dans le parc, espérant qu'elle apprendra à surmonter ses peurs. Cependant, elle démissionne de son travail et quitte l'école. Cet après-midi-là, Takao rencontre Yukari au parc et la salue en récitant le 2 514ème poème du recueil de poésie japonaise Man'yōshū. La réponse correcte à son tanka, qu'il a trouvé dans un manuel classique de littérature japonaise. Après avoir été trempés par un orage soudain, tous deux se rendent à l'appartement de Yukari et passent l'après-midi ensemble. Lorsque Takao lui avoue son amour, Yukari est émue, mais lui rappelle qu'elle est enseignante et qu'elle retourne dans sa ville natale de Shikoku. Après que Takao se soit excusé, Yukari réalise son erreur et court après lui. Encore bouleversé, Takao reprend sur un ton furibond ce qu'elle a dit et lui reproche d'être si secrète, de ne jamais s'ouvrir à lui. Tous deux pleurent et Yukari le prend dans ses bras en lui expliquant que le temps passé ensemble dans le parc l'a sauvée.
Le manga et la série de romans présentent des différences par rapport au film d'animation. Dans le manga illustré par Midori Motohashi, des scènes ont été ajoutées ou légèrement modifiées par rapport à la version animée. Par exemple, après la fin de la saison des pluies, Takao n'a pas pu se rendre au parc lors de la seule matinée pluvieuse de l'été parce qu'il avait prévu de visiter l’école de cordonnerie qu'il voulait fréquenter, décevant ainsi Yukari qui espérait le voir. À la fin de l'histoire, on voit Yukari porter les chaussures que Takao lui avait fabriquées.
Dans le roman, Takao s'est préparé à étudier à l'étranger, en Italie, pour devenir cordonnier. Avant d'aller en Italie, il a échangé des lettres avec Yukari tous les mois environ, et a fini par laisser son adresse mail dans l'une d'elles. Mais chaque message qu'ils s’envoyaient par mail évitait de poser des questions personnelles, comme s'ils voyaient quelqu’un d’autre. En mai 2018, Takao avait quelques jours de congé et a décidé de retourner à Tokyo. Il y a retrouvé Yukari au jardin et lui a livré ses chaussures promises.

## Fiche technique
- Année : 2013
- Réalisation : Makoto Shinkai
- Character design : Kenichi Tsuchiya
- Musique : Daisuke Kashiwa
- Durée : 46 minutes
- Droits d'exploitation dans les pays francophones : Kazé

### Doublage
| Personnages   | Voix japonaises                   | Voix françaises                         |
| ------------- | --------------------------------- | --------------------------------------- |
| Takao Akizuki | Miyu Irino Wataru Sekine (Enfant) | Rémi Caillebot Jessie Lambotte (Enfant) |
| Yukari Yukino | Kana Hanazawa                     | Bérangère Jean                          |
| Satô          | Megumi Han                        | Caroline Combes                         |
| Aizawa        | Mikako Komatsu                    | Frédérique Marlot                       |
| Moriyama      | Yūki Hayashi                      | Christophe Seugnet                      |
| Mr. Itô       | Takanori Hoshino                  | Julien Chatelet                         |

- Version française :
  - Société de doublage : WanTake[7]
  - Direction artistique : Grégory Laisné[7]

## Production
The Garden of Words a été écrit et réalisé par Makoto Shinkai. Celui-ci s'est aussi occupé du scénario, des images clés, de la composition et du montage. Selon lui, ses nombreux rôles dans l'élaboration du film, dus à la taille réduite de son équipe, lui ont permis de construire le film au plus proche de son idée.
Le film a été produit par Shinkai Creative, CoMix Wave Films, avec pour producteur Noritaka Kawaguchi. Kenichi Tsuchiya avait le rôle de directeur de l'animation, et était responsable pour le design de personnage. Le directeur artistique était Hiroshi Takiguchi.
La production du film a duré 6 mois, débutant avec des repérages du réalisateur dans le quartier Shinjuku à Tokyo. La création a commencé par l'adaptation de photos prises par Makoto Shinkai en storyboard.